# Peter Graham (Maler)

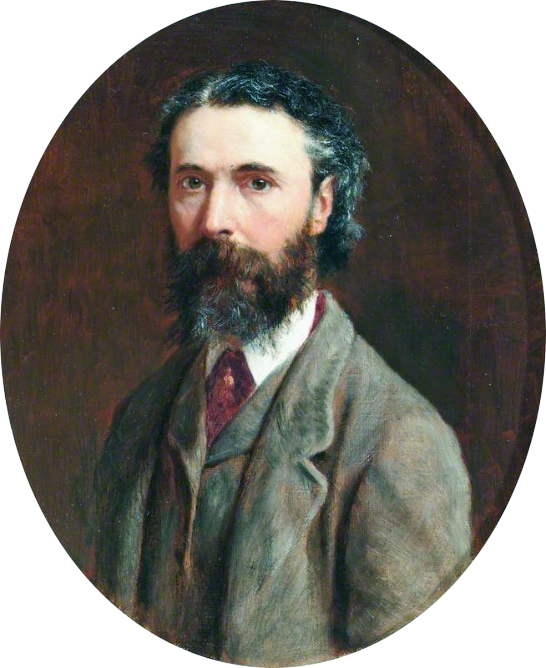
Selbstbildnis (1882)

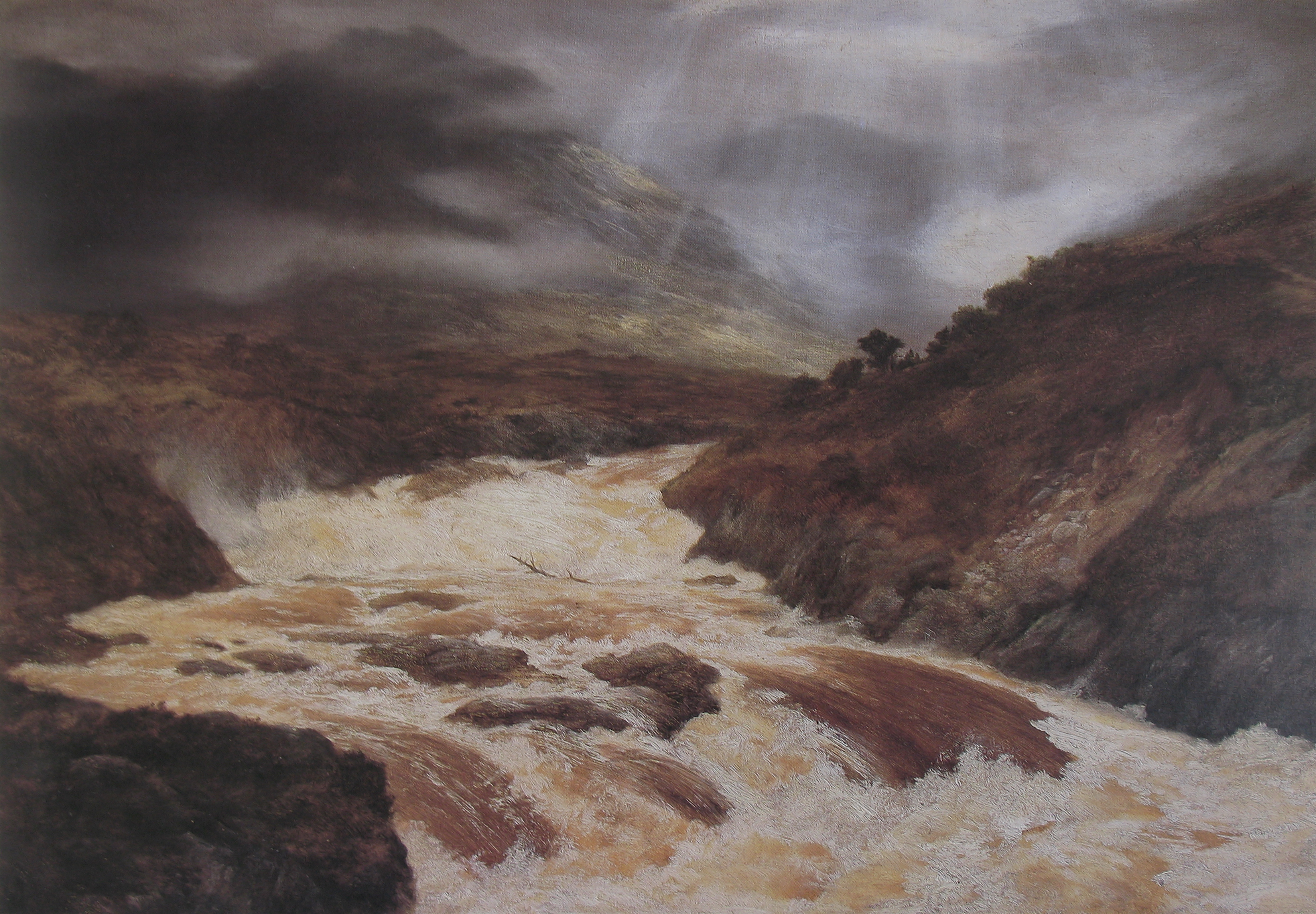
Hochwasser in den Highlands; Version von 1868

Peter Graham RA (* 13. März 1836 in Edinburgh; † 18. Oktober 1921) war ein schottischer Landschaftsmaler.

## Leben
Peter Graham studierte bis 1859 Porträtmalerei auf der Trustees’ Academy Edinburgh unter Robert Scott Lauder. Danach lebte er noch für einige Jahre in seiner Heimatstadt und wendete sich in dieser Zeit der Landschaftsmalerei zu. 1866 zog er schließlich nach London, wo er viele Aufträge für Königin Victoria ausführte. Seit 1877 Anwärter, wurde er im Jahr 1881 Vollmitglied der Royal Academy of Arts.
Graham bevorzugte die romantischen Szenerien des schottischen Hochlandes, oft mit Viehstaffage, sowie Ansichten felsiger Küsten bei trübem, nebeligem Wetter. Seine effektvollen Bilder genossen große Popularität und fanden viele Interessenten; zusätzliche Verbreitung erfuhren sie als druckgrafische Erzeugnisse. Bei seinen Darstellungen legte Graham großen Wert auf Details und hielt auf dem Grundstück seines Landhauses in Buckinghamshire sogar einige Hochlandrinder, die ihm als Modelle dienten. Zu seinen bekanntesten Werken gehörte das Bild "Hochwasser in den Highlands", mit dem er 1866 erstmals auf einer Ausstellung der Royal Academy vertreten war.

## Galerie

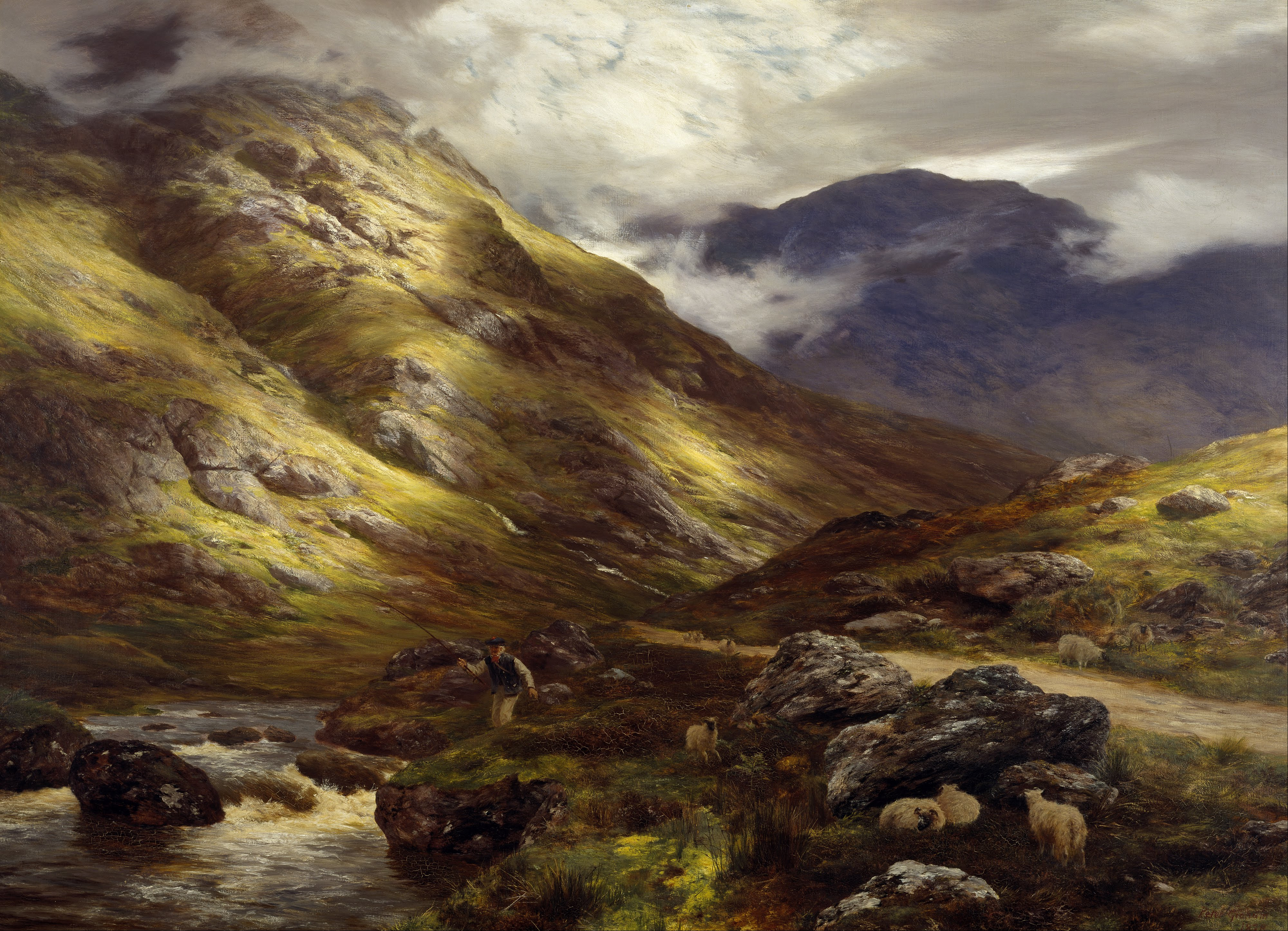
Wandering Shadows, 1878, Scottish National Gallery
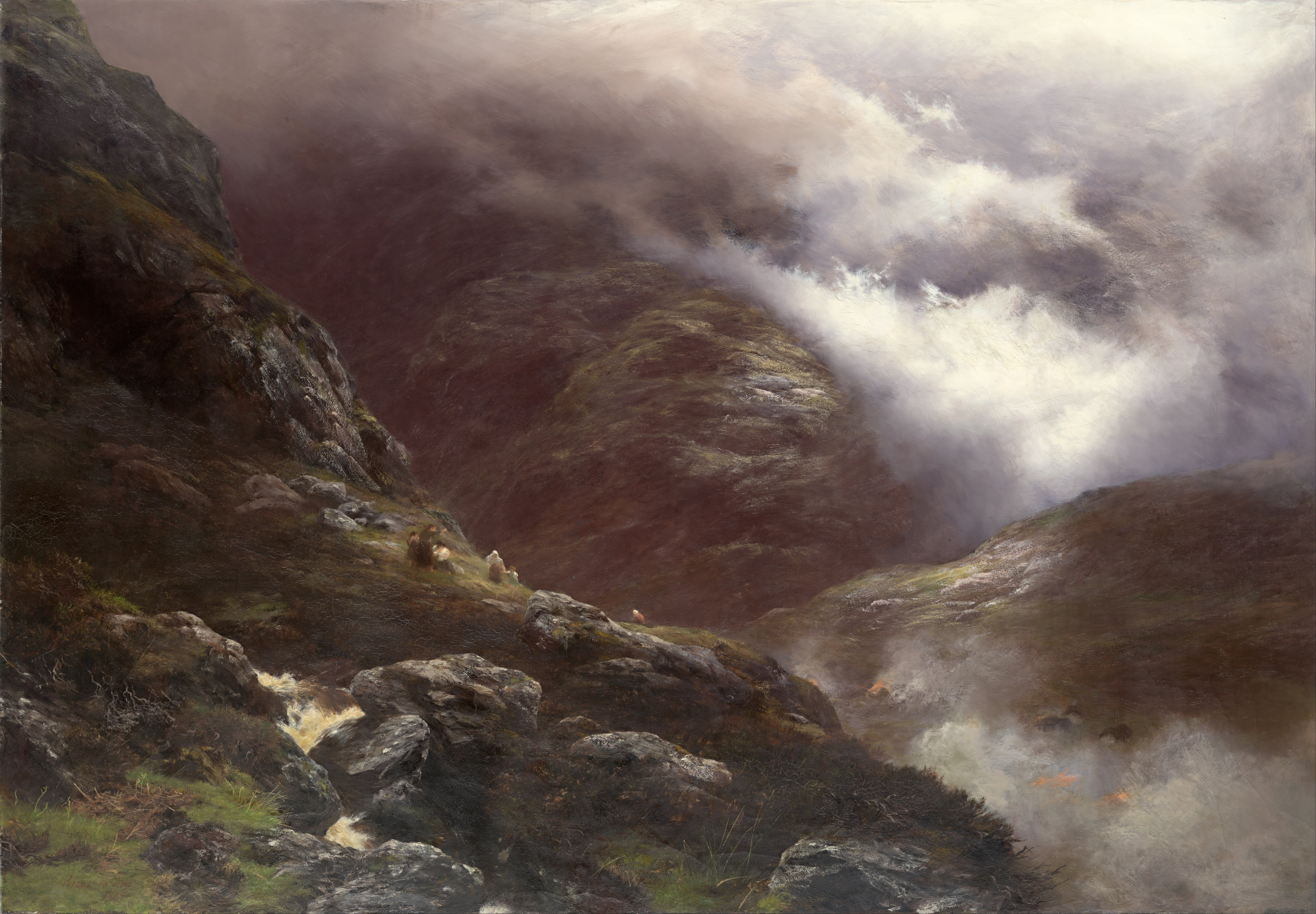
After the Massacre at Glencoe, 1889, National Gallery of Victoria, Melbourne
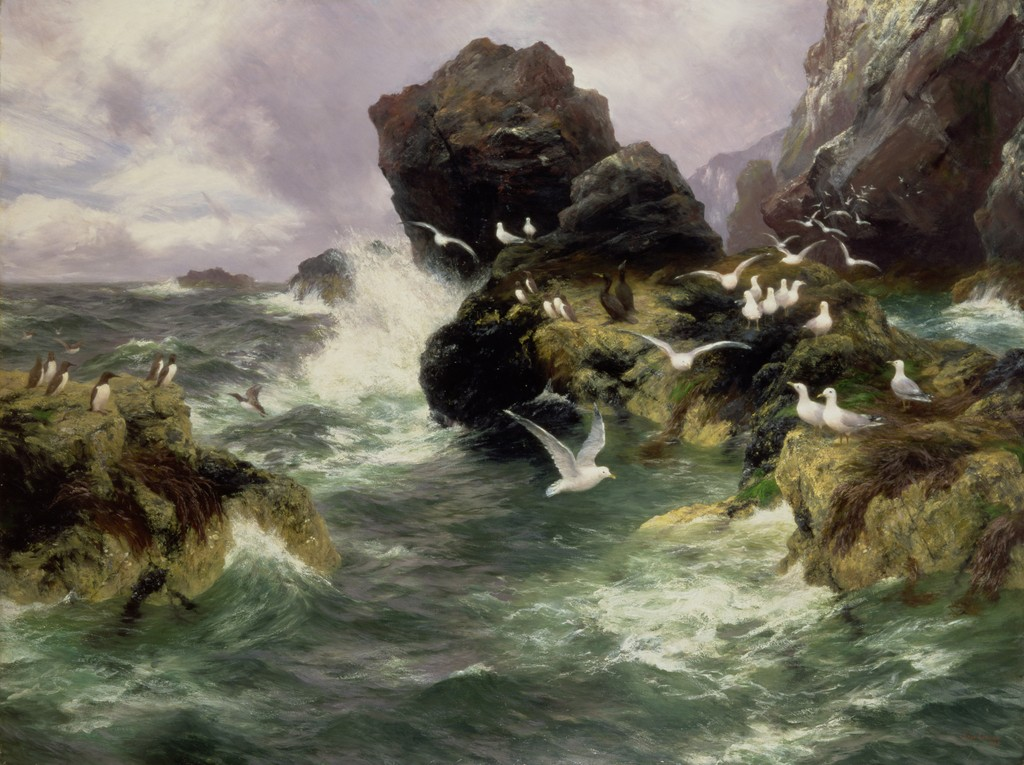
Ocean's surge, white as the sea-bird's wing, 1900